# 캄지크 텔레비전 타워

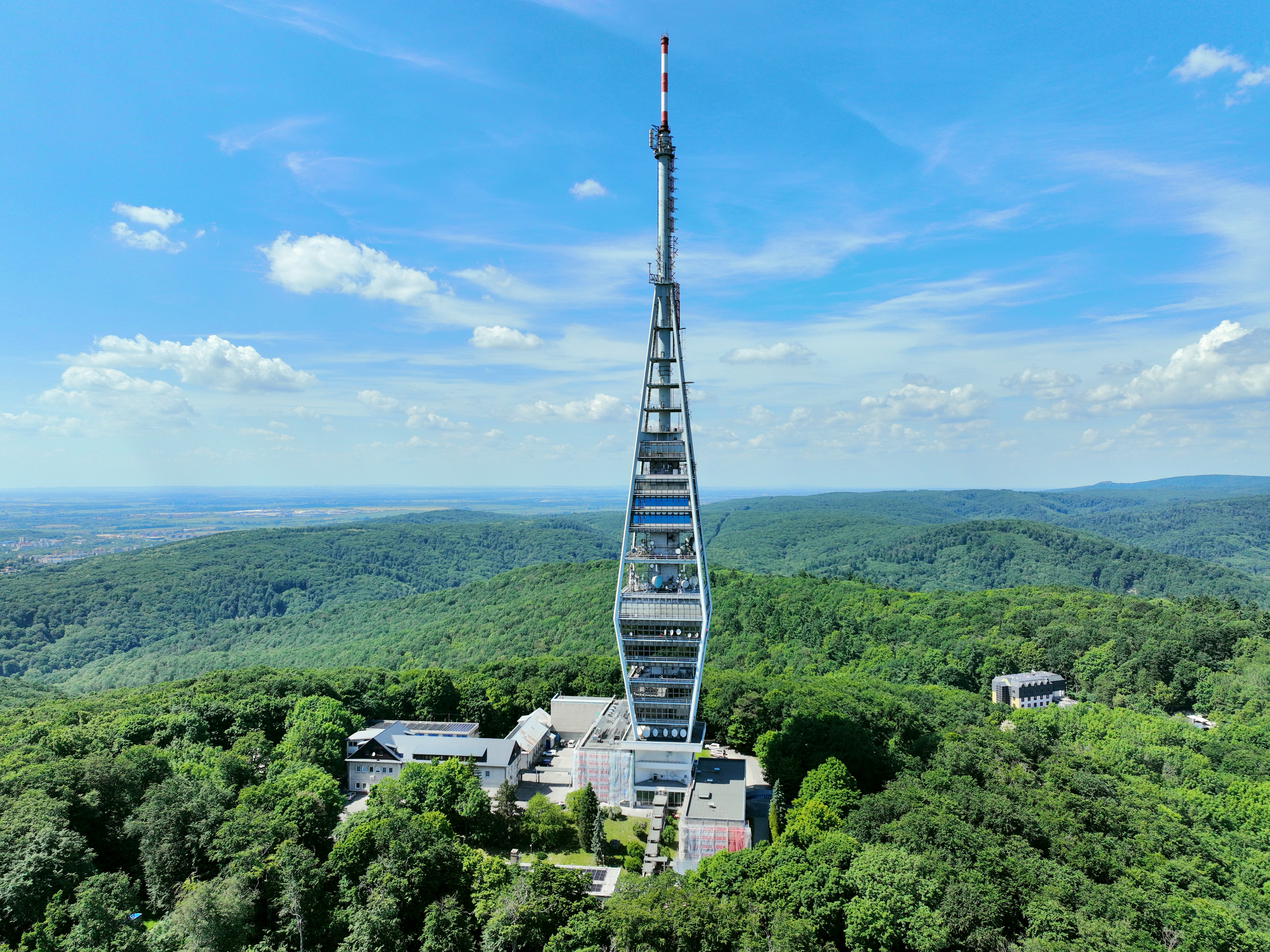
캄지크 텔레비전 타워

캄지크 텔레비전 타워(슬로바키아어: Televízna veža na Kamzíku)는 슬로바키아 브라티슬라바에 있는 높이 196m(643피트)의 텔레비전 송신탑이다. 이 타워는 브라티슬라바 삼림공원 내에 있다. 이 타워는 1975년에 이전 송신탑을 대체하여 건설되었다. 탑에는 관광객을 위한 전망대가 있다.